# Аніканова Марія Вікторівна
Марія Вікторівна Аніканова (нар.. 20 червня 1973 року, Москва, Російська РФСР, СРСР) — радянська і російська актриса, заслужена артистка РФ (2014 року). З 1995 року — артистка театру «Современник».

## Біографія
Народилася 1973 року в спортивній сім'ї. Її бабуся і дід — відомі радянські ковзанярі Іван і Марія Аніканова; мати, Ірина Люляково, і тітка — фігуристки . Батько Марії — Віктор Іванович Аніканов, беззмінний лікар збірних команд СРСР та Росії з фігурного катання з 1971 року.
Сама до 16 років серйозно займалася танцями на льоду, спочатку катаючись в групі Тетяни Тарасової з Самвелів Гезаляном, а потім у Геннадія Аккермана з Петром Чернишовим. Майстер спорту СРСР з фігурного катання (спортивне звання було присвоєно у 16 років).
Дебют в кіно — у віці 18 років у фільмі Сергія Соловйова «Будинок під зоряним небом» (1991).
У 1995 році закінчила театральне училище ім. Б. Щукіна. З того ж року працює в театрі «Современник».
Популярність актрисі принесли ролі в серіалах «Дві долі 2» та «Все змішалося в домі». також зіграла роль Олександри в серіалі «Жінка без минулого» — жінки, яка втратила пам'ять в результаті аварії і почала своє життя спочатку.
20 квітня 2014 року указом Президента РФ присвоєно почесне звання «Заслужений артист Російської Федерації»

### Родина
Двічі була одружена. Перший чоловік (з 1992 рік по 1995 рік) — дворазовий олімпійський чемпіон у танцях на льоду Євген Платов. Другий чоловік (2003—2015) — актор РАМТа Андрій Сіпін.
- Дочка Аглая (нар.. 2010)

## Творчість

### Ролі в театрі
- 1996 — «Чотири рядки для дебютантки» Ж. Ануй — Коломба
- 1997 — «Вишневий сад» А. П. Чехова — Анна
- 1997 — «Крутий маршрут» Євгенія Гінзбург — Катерина Широкова
- 1997 — «Аномалія» Олександра Галіна — Жанна Калмикова
- 1998 — «Зірки на ранковому небі» Олександра Галіна — Марія
- 2001 — «Балалайкин і К°» М. Є. Салтиков-Щедрін — Поліна
- 2002 — «Селестина» Миколи Коляди — Мелібея
- 2019 — «Дюма» Івана Охлобистіна в постановці Михайла Єфремова — Міледі, Ольга Ярославівна

### Ролі в кіно
- 1991 — Будинок під зоряним небом — Ніка, молодша дочка академіка Андрія Миколайовича Башкирцева, молодша сестра Лізи
- 1992 — Завтра, або Ядерна принцеса (інша назва — Завтра. Любов в забороненій зоні) — Майя
- 1995 — Русский проект (ролики «Бережіть любов» і «Збірка») — дівчина
- 2000 — Пантера — Марія
- 2001 — Паризький антиквар
- 2001 — Рятувальники. затемнення
- 2002 — Кодекс честі
- 2002 — Фаталісти
- 2003 — Дружна сімейка — Анастасія
- 2004 — Ключі від безодні — Марія
- 2004 — Холостяки
- 2004 — Конвалія срібляста 2 — Людмила
- 2005 — Полювання на ізюбра — Віра, коханка Віктора Свінягіна («Камаза»)
- 2005 — Дві долі 2 — Світлана Юсупова, актриса театру «Нова опера»
- 2005 — КДБ в смокінгу — Марія
- 2006 — Полювання на генія — Тамара Сорокіна
- 2006 — Все змішалося в домі — Світлана Баженова
- 2008 — Судова колонка — Інга
- 2008 — Жаркий лід — Анна Берковська, фігуристка
- 2008 — Любов і смерть Кареніної Анни — Кіті Щербацька
- 2008 — Жінка без минулого — Олександра Кузнєцова, бізнесвумен
- 2008 — Дві долі. Нове життя — Світлана Юсупова, актриса театру «Нова опера», заслужена артистка Росії
- 2008 — Крутий маршрут (телеспектакль) — Катерина Широкова
- 2009 — Анна Кареніна — Катерина Олександрівна (Кіті) Щербацкая, сестра Доллі, пізніше — дружина Левіна
- 2009 — Ще один шанс (Росія, Україна) — Поліна Черкасов
- 2010 — Даїшники 2 (Росія, Україна) — Фільм № 10 Дорога Олено Федорівно Олена Романова, однокласниця Лаврова.
- 2010 — Коли на південь відлетять журавлі… (Україна) — Ірина Анатоліївна Єгорова, вчителька, дружина Олексія, мати Лізи
- 2012 — Лист очікування — Ірина Аленічева
- 2012 — Ляльки — Маргарита
- 2013 — Нюхач — Юлія, колишня дружина «Нюхача»
- 2013 — Мріяти не шкідливо — Світлана
- 2013 — Зниклі безвісти — Ірина Василівна Новак, майор, співробітник спеціального відділу з пошуку зниклих без вести людей Слідчого комітету РФ
- 2014 — Лінія Марти — Ольга Олександрівна Миколаєва
- 2015 — Нюхач 2 — Юлія, колишня дружина «Нюхача»
- 2017 — Нюхач 3 — Юлія, колишня дружина «Нюхача»
- 2018 — Неможлива жінка — Тетяна Муравйова
- 2019 — Нюхач 4 — Юлія, колишня дружина «Нюхача»